# دوره بازگشت سرمایه
دوره بازگشت سرمایه در علم اقتصاد مهندسی، یکی از روش‌های استاندارد ارزیابی طرح‌های اقتصادی است. در این روش معیار ارزیابی طرح، کوتاهی و بلندی زمان بازگشت سرمایه است. طرح‌های با دوره بازگشت سرمایه کوتاه‌تر جذابیت بیشتری نسبت به طرح‌هایی با دوره بازگشت بلندتر دارند. این روش به‌خصوص در هنگام مقایسه دو یا چند طرح با یکدیگر کاربرد دارد. در این روش ارزش زمانی پول در نظر گرفته نشده و به این منظور، گونه اصلاح شده‌ای از این روش بکار می‌رود که در آن کل هزینه‌ها و درآمدها به مانند روش ارزش خالص فعلی تنزیل می‌گردند.